# دورین (سرزمین میانه)
دورین (Durin) نام یکی از هفت پادشاه کوتوله‌ها در افسانه‌های جی. آر. آر. تالکین است. کوتوله‌ها نام دورین را در بین نسل‌های خود نگه می‌داشتند تا شخصیت نخستین دورین در آنها حلول کند، دورین بی مرگ از نظر ظاهر هم به دورین اصلی نزدیک بود و احتمالاً خاطراتی از زندگی دورین در ذهن او هم وجود داشته.
نام دورین مانند نام دیگر کوتوله‌ها از اساطیر اسکاندیناوی گرفته شده است. عبارت دورین (Durinn) در زبان نورس باستان به معنی «خواب آلود» است.

## دورین بی‌مرگ
دورین بی‌مرگ بزرگترین در میان پدران کوتوله‌ها بود. دورین را آئوله که یک والا بود در دوره نخست آفرید. دلیل لقب بی مرگ این است که او بیش از دیگر کوتوله‌ها زندگی کرد و همهٔ کوتوله‌ها بر این باور بودند که او پیرترین در نژادشان است.
از هر یک از پدران کوتوله‌ها یک نسل بر جای ماند که نسل دورین بلندریشان نام گرفتند. بر پایهٔ افسانه‌های کوتوله‌ها دورین باید در زیر کوه گونداباد ذر شمال کوه‌های مه‌آلود بخوابد و پس از آفرینش الف‌ها بیدار شود. این مکان برای کوتوله‌ها همیشه مکانی مقدس بود. دورین راه زیادی را می‌پیماید تا به دیگر کوتوله‌ها برسد آنها در میرورمر که یک دریاچه زیر کارادراس بود به هم می‌رسند و همان‌جا بزرگترین و ثروتمندترین پادشاهی کوتوله‌ها، خزد-دوم را بنا می‌نهند. بعدها سرزمین آنها موریا نام گرفت.
برخی مکان‌های مهم در خزد-دوم به نام دورین نام گرفت مانند سنگ دورین، پل دورین و احتمالاً برج دورین. همچنین در تاج پادشاهی نام دورین وجود دارد که به آن تاج دورین می‌گویند، روز دورین نیز مربوط به سال نوی کوتوله‌ها و دوران طلایی خزد-دوم است.
دورین بی مرگ در آرامگاهی در خزد-دوم به خاک سپرده شد. او پیش از پایان دورهٔ نخست از دنیا رفت.

## دورین دوم
دروازهٔ غربی موریا به نام این دورین ثبت است این دروازه در دورهٔ هم پیمانی با الف‌ها ساخته شد در سال ۷۵۰ دورهٔ دوم.

## دورین سوم
در سال ۱۶۰۰ دورهٔ دوم، دورین سوم یکی از شاهان کوتوله‌ها بود و یکی از نخستین کسانی بود که یکی از هفت حلقه را در دست کرد. البته تا پایان دورهٔ سوم افراد زیادی از این موضوع آگاهی نداشتند. کوتوله‌ها فکر می‌کردند این حلقه را کلبریمبور به دورین سوم داده و نه سائورون هرچند می‌دانستند که سائورون در ساخت این حلقه نقش داشته است.
کلبریمبور یک الف و ارباب آهنگری بود که در جریان نبرد الف‌ها با سائورون در سال ۱۶۹۷ کشته شد. در این جنگ دورین سپاهی را برای کمک به الف‌ها فرستاد اما سپاه او و سپاهیان الروند نتوانستند جلوی شکست را بگیرند با این حال برخی از الف‌ها توانستند بگریزند و جان سالم به در برند. دورین سوم هم مردمانش را به خزد-دوم کشاند و دروازه‌های شهر را بست.

## دورین ششم
در دورهٔ دورین ششم، معدنکاری میتریل زیر کارادراس صورت گرفت که باعث آزادی بلراگ و در نتیجه کشته شدن دورین در سال ۱۹۸۰ دورهٔ سوم شد. از آن پس بلراگ به بلای جان دورین مشهور شد.